# Crisicoccus orchidiradicis
Crisicoccus orchidiradicis är en insektsart som först beskrevs av Takahashi 1951.  Crisicoccus orchidiradicis ingår i släktet Crisicoccus och familjen ullsköldlöss. Inga underarter finns listade i Catalogue of Life.